# Cathedral Range
Cathedral Range är en bergskedja i Australien. Det ligger i regionen Murrindindi och delstaten Victoria, omkring 83 kilometer nordost om delstatshuvudstaden Melbourne. Toppen på Cathedral Range är 1 241 meter över havet.
Runt Cathedral Range är det mycket glesbefolkat, med 3 invånare per kvadratkilometer.. Närmaste större samhälle är Marysville, omkring 12 kilometer söder om Cathedral Range. 
I omgivningarna runt Cathedral Range växer i huvudsak städsegrön lövskog. Genomsnittlig årsnederbörd är 1 356 millimeter. Den regnigaste månaden är juli, med i genomsnitt 153 mm nederbörd, och den torraste är januari, med 55 mm nederbörd.